# Березницкое сельское поселение
Бере́зницкое се́льское поселе́ние или муниципа́льное образова́ние «Бере́зницкое» — упразднённое муниципальное образование со статусом сельского поселения в составе Устьянского муниципального района Архангельской области России.
Соответствовало административно-территориальной единице в Устьянском районе — Березницкому сельсовету и, с 2021 года, Строевскому сельсовету.
Административный центр — село Березник.

## География
Сельское поселение находилось в центре Устьянского муниципального района.
Граничило:
- на севере с муниципальным образованием «Плосское» и с муниципальным образованием «Череновское»
- на востоке с муниципальным образованием «Дмитриевское»
- на юге с муниципальным образованием «Шангальское», с муниципальным образованием «Орловское» и муниципальным образованием «Илезское».
- на западе с муниципальным образованием «Октябрьское» и с Вельским районом.

## История
Муниципальное образование было образовано законом от 23 сентября 2004 года.
Законом Архангельской области от 26.04.2021 № 410-25-ОЗ с Березницким сельским поселением объединено Строевское сельское поселение.
В сентябре 2022 года Березницкое сельское поселение и остальные поселения муниципального района были упразднены и преобразованы путём их объединения в Устьянский муниципальный округ.
В 1919 году в деревне Зыково была создана первая в Вельском уезде Вологодской губернии коммуна, которой руководил отец Розы Шаниной.

## Население
| 2006  | 2010  | 2011  | 2012  | 2013  | 2014  | 2015  |
| ----- | ----- | ----- | ----- | ----- | ----- | ----- |
| 1782  | ↘1518 | ↘1511 | ↘1494 | ↘1491 | ↘1455 | ↘1442 |
| 2016  | 2017  | 2018  | 2019  | 2020  | 2021  |       |
| ↘1413 | ↘1383 | ↘1375 | ↘1357 | ↘1334 | ↗2028 |       |

## Населённые пункты
На территории поселения находились:
| №  | Населённый пункт | Тип населённого пункта | Население |
| -- | ---------------- | ---------------------- | --------- |
| 1  | Бережная         | деревня                | ↘30       |
| 2  | Березник         | село                   | ↗695      |
| 3  | Богдановский     | посёлок                | ↗384      |
| 4  | Бор              | хутор                  | ↗10       |
| 5  | Вежа             | деревня                | ↗195      |
| 6  | Горылец          | деревня                | ↗51       |
| 7  | Дудино           | деревня                | ↗68       |
| 8  | Едьма            | деревня                | ↗196      |
| 9  | Задорье          | деревня                | ↗102      |
| 10 | Зыково           | деревня                | ↘7        |

а также населённые пункты, включённые из Строевского сельского поселения:
| №  | Населённый пункт | Тип населённого пункта | Население |
| -- | ---------------- | ---------------------- | --------- |
| 1  | Большое Пенье    | деревня                | ↗8        |
| 2  | Будрино          | деревня                | ↗46       |
| 3  | Грунцовская      | деревня                | ↘57       |
| 4  | Исаковская       | деревня                | →2        |
| 5  | Кузоверская      | деревня                | ↘62       |
| 6  | Малое Пенье      | деревня                | ↘17       |
| 7  | Наволок          | деревня                | ↗9        |
| 8  | Прилуки          | деревня                | →69       |
| 9  | Сабуровская      | деревня                | ↘48       |
| 10 | Строевское       | село                   | ↘534      |
| 11 | Ульюха           | посёлок                | ↘63       |
| 12 | Щапинская        | деревня                | ↗166      |
| 13 | Щипцово          | деревня                | ↗18       |
| 14 | Ямная            | деревня                | ↗11       |

### Карты
- [mapp38.narod.ru/map1/p38099100.html Топографическая карта P-38-99,100. Октябрьский]